# Гланбрюккен
Гланбрюккен (нем. Glanbrücken) — община в Германии, в земле Рейнланд-Пфальц. 
Входит в состав района Кузель. Подчиняется управлению Лаутереккен.  Население составляет 495 человек (на 31 декабря 2010 года). Занимает площадь 4,59 км².